# Almendra
Almendra — аргентинський рок-гурт. Створений у Буенос-Айресі (Аргентина) в 1967 році. У 1970 році гурт розпався через творчі суперечності між музикантами.
6 червня 1980 року, через 10 років після розпаду, було оголошено про об'єднання гурту задля турне «El valle interior».

## Дискографія
1. 1969 — Almendra (альбом)
2. 1970 — Almendra II
3. 1980 — El Valle Interior